# Golf de Nàpols

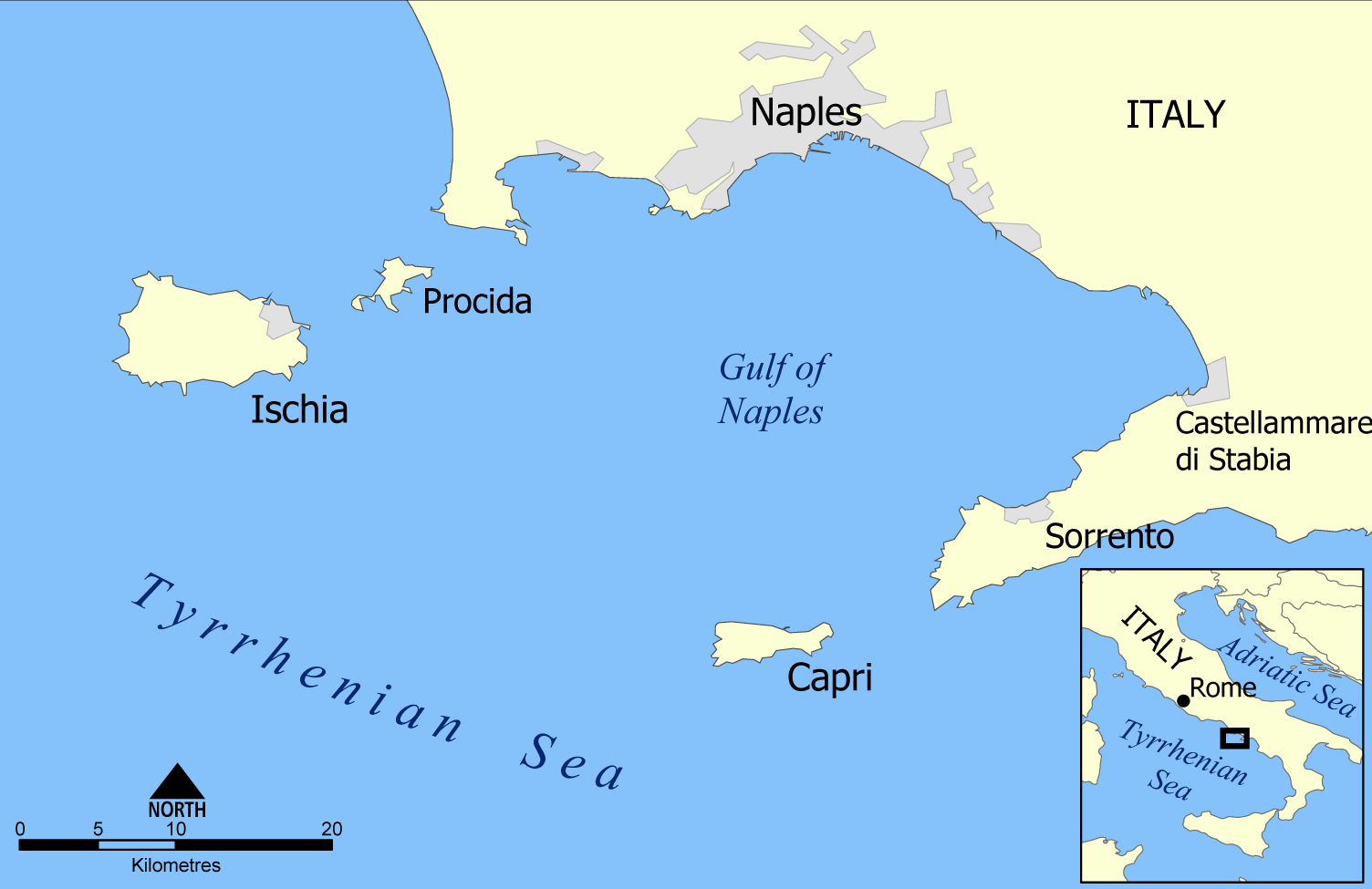
Mapa del golf de Nàpols

El golf de Nàpols (italià: Golfo di Napoli) en una gran badia a la costa sud-oest d'Itàlia a la mar Tirrena. La costa pertany a la regió de Campània i província de Nàpols. A la costa es troba la ciutat de Nàpols. Altres ciutats importants són Sorrento, Castellammare di Stabia i Pozzuoli. A la rodalia el volcà Vesuvi i les restes de Pompeia, Herculà i Stabia. El golf queda limitat al nord per les illes Procida i Ischia, i al sud per la península de Sorrento (que el separa del golf de Salern amb la ciutat de Salern) i l'illa de Capri. A les seves aigües s'hi poden trobar diferents espècies de balenes i dofins.